# Magneto (band)
Magneto var et mexicansk boyband dannet i 1983. I 1986 medvirkede de i tv-showet Siempre en Domingo, der blev sendt over Latinamerika og dele af Europa. Deres gennembrud kom dog først i 1991 med "Vuela, Vuela", en spansksproget version af Desireless' "Voyage Voyage," et fransk pophit fra 1980'erne.
En række af gruppens medlemmer, der var en del af lineupen mellem 1993-96, genforende i 2009.

## Diskografi
- Déjalo que gire (1984)
- Super 6 Magneto (1984)
- Tremendo (1986)
- Todo esta muy bien (1987)
- 40 Grados (1989)
- Vuela, Vuela (1991)
- Cambiando el Destino (1992)
- Más (1993)
- Tu Libertad (1994)
- Siempre (1996)